# Mariano Llorente
Mariano Llorente (Madrid, 1965) è un attore, regista e drammaturgo spagnolo, noto per aver interpretato il ruolo di Maximiliano Hidalgo nella soap Una vita (Acacias 38).

## Biografia
Mariano Llorente è nato nel 1965 a Madrid (Spagna), e oltre ad essere un attore è anche un regista e un drammaturgo.

## Carriera
Mariano Llorente è autore di testi come Todas las palabras, Cancionero republicano, Nadie canta en ningún sitio, Hamlet por poner un ejemplo, Basta que me escuchen las estrellas, Veintiuna treinta y siete, Hacia Guernica o El triángulo azul. Insieme a Laila Ripoll, ha fondato la compagnia teatrale Micomicón.
Come attore, ha lavorato al fianco di Rodrigo García, Ernesto Caballero, Juan Pedro de Aguilar, Heine Mix e Laila Ripoll, tra gli altri. In televisione partecipa a serie come Farmacia de guardia, El comisario, Policías, en el corazón de la calle, Al salir de clase, Paso adelante (Un paso adelante), Periodistas e Los Serrano. Nel 2016 e nel 2017 ha ricoperto il ruolo di Maximiliano Hidalgo nella soap opera Una vita (Acacias 38). Ha partecipato al film Non ci resta che vincere (Campeones), in cui ha interpretato il ruolo di Iván Bajero, il film ha vinto il Goya come miglior film nel 2019.

## Filmografia

### Cinema
- Princesas, regia di Fernando León de Aranoa (2005)
- Il destino di un guerriero - Alatriste (Alatriste), regia di Agustín Díaz Yanes (2006)
- Una bala para el Rey, regia di Pablo Barrera (2009)
- A cambio de nada, regia di Daniel Guzmán (2017)
- La rosa de nadie, regia di Ignacio Oliva (2011)
- Non ci resta che vincere (Campeones), regia di Javier Fesser (2018)
- Lettera a Franco (Mientras dure la guerra), regia di Alejandro Amenábar (2019)
- Pessime storie (Historias lamentables), regia di Javier Fesser (2020)
- Canallas, regia di Daniel Guzmán (2022)
- Que nadie duerma, regia di Antonio Mendez (2022)

### Televisione
- Crónicas urbanas – serie TV (1991-1992)
- Farmacia de guardia – serie TV (1991-1993)
- Canguros – serie TV (1994)
- Villa Rosaura – serie TV (1994)
- El día que me quieras – serie TV (1995)
- La casa de los líos – serie TV (1996)
- Función de noche – serie TV (1997)
- El comisario – serie TV (2000)
- Periodistas – serie TV (2000)
- Al salir de clase – serie TV (2000-2002)
- Casi perfectos – serie TV (2004)
- Los Serrano – serie TV (2004-2008)
- Aída – serie TV (2006)
- Mesa para cinco – serie TV (2006)
- Cambio de clase – serie TV (2006-2009)
- Cuenta atrás – serie TV (2007-2008)
- La chica de ayer – serie TV (2009)
- Los protegidos – serie TV (2010)
- Crematorio – serie TV (2011)
- Los Quién – serie TV (2011)
- Águila Roja – serie TV (2011)
- Cuore ribelle (Bandolera) – serie TV (2011-2012)
- Vive cantando – serie TV (2013)
- Il Principe - Un amore impossibile (El Príncipe) – serie TV (2014)
- Víctor Ros – serie TV (2014)
- Isabel – serie TV (2014)
- Cuéntame cómo pasó – serie TV (2014-2015)
- Aquí Paz y después Gloria – serie TV (2015)
- Una vita (Acacias 38) – soap opera, 270 episodi (2015-2016)
- El ministerio del tiempo – serie TV (2017)
- Gigantes – serie TV (2018)
- Sabuesos – serie TV (2018)
- Caronte – serie TV (2020)

### Cortometraggi
- El cortejo, regia di Marina Seresesky (2010)
- Leaving cuenca, regia di Ignacio Oliva (2010)
- Página 52, regia di Raúl Fernández (2014)
- Amancio vampiro de pueblo, regia di Alejo Ibáñez (2018)
- Una humilde propuesta, regia di Miguel Ángel Calvo Buttini (2018)
- Retales, regia di Giovanni Maccelli (2021)

## Teatro
- Horizonte al medioevo, diretto da Heine Mix (1984)
- Ora pro nobis di Santiago Matallana, diretto da Luis Coto (1987)
- La tierra de Alvargonzalez di Antonio Machado, diretto e scritto da José Estruch (1988)
- Acera derecha, diretto da Rodrigo García (1999)
- Rinconete y Cortadillo di Cervantes, diretto da Juan Pedro de Aguilar (1991)
- Eco y Narciso di Pedro Calderón de la Barca, diretto da Ernesto Caballero (1991)
- Antígona di J. Anouilh, diretto da Susana Cantero (1992)
- Los melíndres de belisa di Lope de Vega, diretto da Susana Cantero (1992)
- El acero de Madrid di Lope de Vega, diretto da Laila Ripoll (1993)
- Mudarra di Lope de Vega e Juan de la Cueva, diretto da Laila Ripoll (1994)
- Macbeth di William Shakespeare, traduzione di Julio Salvatierra, diretto da Miguel Seabra e Laila Ripoll (1998)
- La ciudad sitiad, testo e regia di Laila Ripoll (2000)
- Atra bilis di Laila Ripoll (2001)
- Castruncho di Lope de Vega, diretto da Laila Ripoll (2003)
- Los niños perdidos, testo e regia di Laila Ripoll (2005)
- Presas di Ignacio del Moral e Verónica Fernández, diretto da Ernesto Caballero (2007)
- Basta que me escuchen las estrellas di Laila Ripoll e Mariano Llorente, diretto da Laila Ripoll (2008)
- Don Juan Tenorio di Zorrilla, diretto da Laila Ripoll (2008)
- La tierra di José Ramón Fernández, diretto da Javier G. Yagüe (2009)
- Santa Perpetua, diretto da Laila Ripoll (2010)
- Una comedia americana sobre la ansiedad kvetch di Steven Berkoff, diretto da Álvaro Lavín (2012)
- La dama boda di Lope de Vega, diretto da Laila Ripoll (2012)
- El triángulo azul di Laia Ripoll e Mariano Llorente, diretto da Laia Ripoll (2016)
- Cervantes ejemplar, diretto da Laila Ripoll (2016)
- En la Orilla di Rafael Chirbes, adattamento di Ángel Solo, diretto da Adolfo Fernández (2017-2018)
- Una humilde propuesta. di Jonathan Swift, traduzione e regia di Laila Ripoll (2019)
- Tres sombreros de copa di Miguel Mihura, diretto da Natalia Menéndez (2019)

## Doppiatori italiani
Nelle versioni in italiano dei suoi film e delle sue serie TV, Mariano Llorente è stato doppiato da:
- Luca Semeraro[15] in Una vita[16]